# Saint-Sylvain (Sekwana Nadmorska)
Saint-Sylvain – miejscowość i gmina we Francji, w regionie Normandia, w departamencie Sekwana Nadmorska.
Według danych na rok 1990 gminę zamieszkiwały 223 osoby, a gęstość zaludnienia wynosiła 69 osób/km² (wśród 1421 gmin Górnej Normandii Saint-Sylvain plasuje się na 680. miejscu pod względem liczby ludności, natomiast pod względem powierzchni na miejscu 825.).